# Peotone
Peotone é uma vila localizada no estado americano de Illinois, no Condado de Will.

## Demografia
Segundo o censo americano de 2000, a sua população era de 3385 habitantes.
Em 2006, foi estimada uma população de 4186, um aumento de 801 (23.7%).

## Geografia
De acordo com o United States Census Bureau tem uma área de
3,9 km², dos quais 3,9 km² cobertos por terra e 0,0 km² cobertos por água. Peotone localiza-se a aproximadamente 215 m acima do nível do mar.

## Localidades na vizinhança
O diagrama seguinte representa as localidades num raio de 16 km ao redor de Peotone.